# Ernst Tschernik
Ernst Tschernik (obersorbisch Arnošt Černik; * 12. Juni 1910 in Schleife; † 27. Februar 1988 in Berlin) war ein sorbischer Lehrer, Wissenschaftler und Statistiker.
Er wurde 1910 als jüngster Sohn einer sorbischen Häuslerfamilie in Schleife geboren und besuchte die dortige Volksschule. 1925 bis 1930 studierte er an einem polnischen Lehrerseminar in Ostrzeszów bei Breslau und arbeitete anschließend bis 1934 als Lehrer an verschiedenen Schulen in Polen. Nach der Rückkehr nach Deutschland musste er das Abitur in Berlin nachholen, weil sein polnischer Abschluss nicht anerkannt wurde. Nach dem Abschluss studierte er dort und in Krakau Rechts- und Staatswissenschaften und schloss das Studium 1940 als Diplom-Volkswirt ab.
Nach dem Zweiten Weltkrieg stand er zunächst dem Wirtschaftsausschuss der Domowina vor, bevor er sich nach Poznań begab, um sich in Statistik und Wirtschaftsgeographie weiterzubilden. Im Mai 1947 sprach er als sorbischer Abgesandter bei einem Treffen mit polnischen Regierungsvertretern die Problematik deutschsprachiger Vertriebener und deren negativen Einfluss auf die sorbische Sprachsubstanz in der Lausitz an und übergab ein Memorandum mit dem Wunsch nach sorbischer Selbstständigkeit. Im Herbst 1948 kehrte er auf Wunsch der Domowina in die Lausitz zurück. Er promovierte 1950 über die wirtschaftliche und demographische Situation in der Lausitz. 1950/51 lehrte er an der neugegründeten Sorbischen Oberschule in Bautzen.
1954/55 führte Tschernik im Auftrag der Domowina als Mitarbeiter des Instituts für sorbische Volksforschung eine ausführliche demographisch-statistische Untersuchung in den Dörfern der Ober- und Niederlausitz durch, um die Zahl der Sorben in den Gemeinden zu ermitteln. Die letzte derartige Statistik war 1884/85 von Arnošt Muka erhoben worden, dessen Ergebnisse Tschernik 1954 in zusammengefasster Form veröffentlichte. Seine eigenen Zahlen konnten in der DDR nicht veröffentlicht werden, da die ermittelte niedrige Zahl von 81.000 als politisch ungünstig angesehen wurde.
Bis 1958 war Tschernik Leiter der Abteilung Landeskunde/Demographie im Institut für sorbische Volksforschung. 1959 zog er nach Berlin um.
Ernst Tschernik hatte eine Tochter und zwei Söhne.